# America’s Got Talent
Az America's Got Talent (gyakran használt rövidítése: AGT) egy amerikai tehetségkutató sorozat, amelyet 2006. június 21-e óta az amerikai NBC televíziós csatorna sugároz. Simon Cowell hozta létre. (2020 a 15. évad). A sorozat formátuma a Britain's Got Talent tehetségkutató licencén alapul. A program igazgatója Russell Norman, kreatív igazgatója Brian Friedman. A legutóbbi győztes Kodi Lee volt. A sorozat zsűrijében Simon Cowell mellett számos híresség is helyet foglal.

## A zsűritagok és műsorvezetők
A 2006-ban debütáló első évad zsűritagjai Brandy Norwood, David Hasselhoff és Piers Morgan voltak. Brandy Norwood-ot a második évadra Sharon Osbourne, angol televíziós személyiség váltotta. David Hasselhoffot négy évad után váltotta Howie Mandel, kanadai humorista, aki jelenleg (2020) is a tehetségkutató része, ezzel ő a televíziós műsor történetében a leghosszabb ideig szereplő zsűritag. A hetedik évadban Piers Morgan, angol újságíró helyére Howard Stern, amerikai rádiós személyiség csatlakozott. A nyolcadik évadra a műsor szabályzatában változások történtek, a zsűritagok számát négyre növelték. Sharon Osbourne helyét Melanie "Mel B" Brown, a Spice Girls egykori énekese és német szupermodell, Heidi Klum töltötte be. A 14. évadra Julianne Hough és Gabrielle Union váltotta őket, azonban az már hivatalos, hogy ők nem csatlakoznak Simon Cowell és Howie Mandel mellé a következő évadra. A nyáron kezdődő (2020) 15. évadra Heidi Klum visszatér a zsűritagok közé, valamint Sofía Vergara, a Modern Család kolumbiai színésznője újonnan csatlakozik a tehetségkutatóhoz.
Az első évad műsorvezetője amerikai színész, Regis Philbin volt, akit mindössze egy évad után Jerry Springer, angol televíziós műsorvezető váltott le. A negyedik évadtól a műsorvezetői pozíciót Nick Cannon, amerikai humorista töltötte be, akit 8 év után, a 11. évadra Tyra Banks, amerikai modell és üzletasszony váltott. A 14. évadban a tehetségkutató új műsorvezetője Terry Crews, amerikai színész lett. 
| Évadok | Zsűritagok     | Zsűritagok      | Zsűritagok       | Zsűritagok   | Műsorvezetők   |
| ------ | -------------- | --------------- | ---------------- | ------------ | -------------- |
| 1.     | _              | Brandy Norwood  | David Hasselhoff | Piers Morgan | Regis Philbin  |
| 2.     | _              | Sharon Osbourne | David Hasselhoff | Piers Morgan | Jerry Springer |
| 3.     | _              | Sharon Osbourne | David Hasselhoff | Piers Morgan | Jerry Springer |
| 4.     | _              | Sharon Osbourne | David Hasselhoff | Piers Morgan | Nick Cannon    |
| 5.     | _              | Sharon Osbourne | Howie Mandel     | Piers Morgan | Nick Cannon    |
| 6.     | _              | Sharon Osbourne | Howie Mandel     | Piers Morgan | Nick Cannon    |
| 7.     | _              | Sharon Osbourne | Howie Mandel     | Howard Stern | Nick Cannon    |
| 8.     | Heidi Klum     | Mel B           | Howie Mandel     | Howard Stern | Nick Cannon    |
| 9.     | Heidi Klum     | Mel B           | Howie Mandel     | Howard Stern | Nick Cannon    |
| 10.    | Heidi Klum     | Mel B           | Howie Mandel     | Howard Stern | Nick Cannon    |
| 11.    | Heidi Klum     | Mel B           | Howie Mandel     | Simon Cowell | Nick Cannon    |
| 12.    | Heidi Klum     | Mel B           | Howie Mandel     | Simon Cowell | Tyra Banks     |
| 13.    | Heidi Klum     | Mel B           | Howie Mandel     | Simon Cowell | Tyra Banks     |
| 14.    | Julianne Hough | Gabrielle Union | Howie Mandel     | Simon Cowell | Terry Crews    |
| 15.    | Heidi Klum     | Sofía Vergara   | Howie Mandel     | Simon Cowell | Terry Crews    |
| 16.    | Heidi Klum     | Sofía Vergara   | Howie Mandel     | Simon Cowell | Terry Crews    |
| 17.    | Heidi Klum     | Sofía Vergara   | Howie Mandel     | Simon Cowell | Terry Crews    |